# Zhang Xiaoyu
Pour l'auteur de manhua, voir Zhang Xiaoyu (auteur).
Dans ce nom chinois, le nom de famille, Zhang, précède le nom personnel.
Zhang Xiaoyu (张筱雨 pinyin zhāng xiǎo yǔ) (née le 6 juin 1985 dans le nord-est de la Chine, province du Heilongjiang) est une célébrité internet chinoise. Son nom détient le record du nombre de requêtes sur le moteur de recherche chinois Baidu en 2007 et 2008. 

## Biographie
Zhang Xiaoyu a fait ses études secondaires à Jilin. En 2006, elle est diplômée en biologie de l'université Beihua de Jilin, ainsi qu'en technologie de l'information et en langue anglaise. Elle est membre de la Ligue des jeunes du Parti (团员). 
À partir d'avril 2007, elle pose pour le photographe Fan Xuehui (范学辉), animateur du site internet MET-CN qui publie des images érotiques de qualité. L'une des séries est reprise par le site international MET ART. Zhang Xiaoyu devient une figure majeure du « body art » (人体艺术 renti yishu, désignation distinguée du nu en Chine) dans le monde chinois. 
La dernière séance de prise de vues renti yishu date du printemps 2008 et la plus récente publication de novembre 2008. En 2009, Zhang Xiaoyu a annoncé qu'elle ne posera plus nue. Elle a une activité de mannequin et de présence à des évènements. Sa prestation au premier festival du sexe  de Canton (广州性文化节) le 28 octobre 2009, où elle présentait des sous-vêtements, a été largement couverte par les médias. Un meiki à son nom a été édité en février 2010 par la société japonaise Nippori Gift.

## Célébrité internet
Dès la mise en ligne de la première série d'images, le nom de Zhang Xiaoyu est apparu dans le tableau des requêtes les plus fréquentes du moteur de recherches chinois Baidu. Elle s'est installée à la première place des « jolies filles ». A fin janvier 2009, elle détient le record absolu du nombre de requêtes de Baidu avec 370 millions de requêtes en 25 mois (la numéro 2 Liu Yifei (刘亦菲) en a accumulé 295 millions en 72 mois). Google Trends confirme cette performance et démontre qu'elle est limitée au monde chinois. 
Les images publiées par MET-CN sont reprises sur les forums BBS et sur les sites spécialisés. Un grand nombre de sites sont créés. Des fans composent des diaporamas et les mettent en ligne sur les sites de partage de videos. MET-CN diffuse, parallèlement aux séries d'images, de courtes vidéos tournées pendant les prises de vue, qui sont largement reprises. Les controverses sur la signification de cette célébrité d'une jolie fille qui n'a rien fait d'autre que poser nue sont un sujet majeur des blogs en langue chinoise. 
Début janvier 2009, le gouvernement chinois lance une campagne de répression de la pornographie sur Internet. Le nom de Zhang Xiaoyu est désigné. Un grand nombre de sites qui lui sont consacrés sont fermés et beaucoup d'autres retirent ses images ainsi que les vidéos. Baidu filtre les requêtes de trois caractères sur ce nom (mais pas les requêtes sur un plus grand nombre de caractères). Zhang Xiaoyu descend rapidement dans le classement de Baidu, mais reprend la première place du classement quotidien après quelques mois (cumul de 417 millions de requêtes le 20 juillet 2009, en 1010 jours). Anecdotiquement, on peut noter que Tang Jiali, autre célébrité nue, n'a pas été visée par cette campagne, mais a été temporairement retirée du classement de Baidu.

## Modèle
Zhang Xiaoyu a posé nue en studio sur fond neutre, en plein air, et dans les décors classiques du glamour : chambre d'hôtel de luxe, appartement à grand décor, jacuzzi. Certains décors de plein air sont inattendus, comme les escaliers d'un pylône métallique de grande hauteur ou le sommet du Changbai shan (长白山) à la frontière de la Corée, devant le lac de cratère gelé. Elle a posé plusieurs fois habillée en adolescente moderne (plus jeune que son âge) dans le décor urbain de la ville de Harbin et dans des décors typiquement chinois, temple et palais ancien. Elle a posé aussi en déshabillé. Les images sont toujours d'un érotisme discret même si elle a été accusée de pornographie pour quelques vues plus révélatrices. Le style rappelle celui des nude photobook des rock-star féminines japonaises, tels que Santa Fe de Rie Miyazawa.

## Sources
- (zh) Cet article est partiellement ou en totalité issu de l’article de Wikipédia en chinois intitulé « 张筱雨 » (voir la liste des auteurs).